# Nunatak Atanasoff
El nunatak Atanasoff es un pico que se eleva a 550 metros en el extremo este de la cadena Bowles, isla Livingston, en las islas Shetland del Sur, Antártida. Se encuentra a 4,1 kilómetros al este del monte Bowles, 3,37 km al noreste de Kuzman Knoll y 6,45 kilómetros al nornoroeste del pico Falsa Aguja. Está rodeado por el glaciar Huron al sur y al este.
Fue nombrado por la Comisión Búlgara para los Topónimos Antárticos en honor al ingeniero estadounidense de origen búlgaro John Atanasoff (1903-1995), quien construyó la primera computadora digital electrónica.

## Reclamaciones territoriales
Argentina incluye a la isla Livingston en el departamento Antártida Argentina dentro de la provincia de Tierra del Fuego, Antártida e Islas del Atlántico Sur; para Chile forma parte de la comuna Antártica de la provincia Antártica Chilena dentro de la Región de Magallanes y de la Antártica Chilena; y para el Reino Unido integra el Territorio Antártico Británico. Las tres reclamaciones están sujetas a las disposiciones del Tratado Antártico.

### Mapas
- South Shetland Islands. Scale 1:200000 topographic map. DOS 610 Sheet W 62 60. Tolworth, UK, 1968.
- Islas Livingston y Decepción.  Mapa topográfico a escala 1:100000.  Madrid: Servicio Geográfico del Ejército, 1991.
- S. Soccol, D. Gildea and J. Bath. Livingston Island, Antarctica. Scale 1:100000 satellite map. The Omega Foundation, USA, 2004.
- L.L. Ivanov et al., Antarctica: Livingston Island and Greenwich Island, South Shetland Islands (from English Strait to Morton Strait, with illustrations and ice-cover distribution), 1:100000 scale topographic map, Comisión Búlgara para los Topónimos Antárticos, Sofía, 2005
- L.L. Ivanov. Antarctica: Livingston Island and Greenwich, Robert, Snow and Smith Islands. Scale 1:120000 topographic map. Troyan: Manfred Wörner Foundation, 2010. ISBN 978-954-92032-9-5 (First edition 2009. ISBN 978-954-92032-6-4)
- Antarctic Digital Database (ADD). Scale 1:250000 topographic map of Antarctica. Scientific Committee on Antarctic Research (SCAR). Since 1993, regularly upgraded and updated.
- L.L. Ivanov. Antarctica: Livingston Island and Smith Island. Scale 1:100000 topographic map. Manfred Wörner Foundation, 2017. ISBN 978-619-90008-3-0

- Datos: Q4812768
- Multimedia: Atanasoff Nunatak / Q4812768